# Camponotus induratus
Camponotus induratus är en myrart som först beskrevs av Oswald Heer 1850.  Camponotus induratus ingår i släktet hästmyror, och familjen myror. Inga underarter finns listade.